# 城月美穂
城月 美穂（きづき みほ、9月5日 - ）は、女優。元宝塚歌劇団・雪組の娘役。
東京都出身。身長161cm、愛称は「アッコ」。所属事務所は町田英子事務所。

## 略歴
- 1970年、56期生として宝塚歌劇団に入団。雪組公演『四季の踊り絵巻／ハロー!タカラヅカ』[1]で初舞台を踏む。宝塚入団時の成績は70人中46位[1]。
  - 同期に麻実れい、東千晃、萬あきら、夏川るみ（現・小柳ルミ子）らがいる。
- 1971年3月8日[1]、月組配属。
- 1974年、『花のオランダ坂』新人公演にて初ヒロインを務める。
- 1975年、雪組に組替え。
- 1978年・1980年、全国ツアーの『ベルサイユのばら』では、マリー・アントワネット役を務める。
- 1981年4月30日[1]、月組公演『ジャンピング!』／『新源氏物語』特別出演を最後に宝塚歌劇団を退団。
- 退団後は、舞台を中心に女優として活動している。

## 宝塚歌劇団時代の主な舞台

### 月組時代
- 1972年12月、『ミルテの花』クララ／『シャイニング・ナウ!』
- 1973年5月、『霧深きエルベのほとり』新人公演：シュザンヌ（本役：麗美花）／『ファニー・フィーリング』
- 1973年11月、『宝塚踊り』／『ハロー!タカラヅカ』（東南アジア公演）
- 1974年1月、『白い朝』新人公演：おその（本役：小松美保）／『ロマン・ロマンチック』
- 1974年6月、『花のオランダ坂』新人公演：つる（本役：初風諄）／『インスピレーション』 ＊新人公演初ヒロイン
- 1974年8月、『秋扇抄』[2]／『ベルサイユのばら』新人公演：マリー・アントワネット（本役：初風諄）
- 1975年1月、『春鶯囀』／『ラビング・ユー』スージー

### 雪組時代
- 1975年2月、『フィレンツェに燃える』新人公演：マッダレーナ（本役：矢代鴻）／『ザ・スター』[3]
- 1975年8月、『ベルサイユのばら -オスカルとアンドレ編-』ジャンヌ、新人公演（東京）：マリー・アントワネット（本役：高宮沙千） ＊新人公演ヒロイン
- 1976年1月、『白鷺の詩』／『ムッシュ・パピヨン』ルイザ
- 1976年6月、『星影の人』加代（宝塚）、幾松（東京）、新人公演（宝塚第1回）：染香（本役：松本悠里）、新人公演（宝塚第2回）：玉勇（本役：高宮沙千）／『Non,Non,Non』 ＊新人公演ヒロイン
- 1976年10月、『ザ・タカラヅカ』（全国ツアー）
- 1977年2月、『鶯歌春』玉瑛／『マンハッタン・ラグ』
- 1977年4月、『星影の人』幾松／『ビバ・タカラジェンヌ』（全国ツアー）
- 1977年7月、『あかねさす紫の花』鏡女王 ／『ザ・レビュー』
- 1977年9月、『星影の人』早苗／『ビバ・タカラジェンヌ』（全国ツアー）
- 1978年1月、『風と共に去りぬ』メラニー・ウィルクス
- 1978年6月、『丘の上のジョニー』クリスティーン ／『センセーション!』
- 1978年9月、『宝塚ファンタジー・ベルサイユのばら』（全国ツアー）マリー・アントワネット ＊ヒロイン
- 1979年1月、『春風の招待』エレーヌ ／『ハロー!ホリデー』
- 1979年5月、『春風の招待』エレーヌ ／『ファンキー・ジャンプ』（全国ツアー）
- 1979年8月、『朝霧に消えた人』志津 ／『オールマン・リバー』
- 1980年2月、『去りゆきし君がために』マチルダ
- 1980年5月、『ベルサイユのばら』（全国ツアー）マリー・アントワネット ＊ヒロイン
- 1980年8月、『クレイジーなそよ風』（バウ）アナベル
- 1980年10月、『花の舞拍子』／『青き薔薇の軍神』モンテスパン夫人
- 1981年1月、『ジャンピング!』／『新源氏物語』紫の上（月組） ＊特別出演、退団公演

## 宝塚歌劇団退団後の主な活動

### 舞台
- 『黒蜥蜴』（東京芸術劇場）
- 『中条きよし特別公演』（新歌舞伎座）
- 『スカーレット』（帝国劇場）
- 『DORA 100万回生きたねこ』（東京芸術劇場、中日劇場）
- 『愛の賛歌　エディット・ピアフ物語』（東京芸術劇場 他）
- 『祭りファンタジー』（博品館劇場）
- 『桜祭り狸御殿』（新宿コマ劇場、梅田コマ劇場）
- 『赤毛のアン』（東京国際フォーラム）
- 『葵上・卒塔婆小町』（ル・テアトル銀座）
- 『ホンク!みにくいアヒルの子』（江東区文化センター）
- 『美輪明宏版 椿姫』（ル・テアトル銀座）

### テレビドラマ
- 『こまらせないで!』（フジテレビ、1989年）
- 『刑事貴族2』（日本テレビ、1991年）
- 『湯けむり仲居純情日記』（TBS・月曜ドラマスペシャル、1993年）
- 『SALE!』（テレビ朝日、1995年）
- 『温泉若おかみの殺人推理11』（テレビ朝日・土曜ワイド劇場、2002年）